# Outback (álbum)
Outback es el segundo álbum de estudio del músico estadounidense de jazz Joe Farrell, publicado en 1972 por CTI Records. El álbum recibió una nominación al mejor álbum de jazz instrumental en la 15.ª edición de los Premios Grammy.

## Recepción de la crítica
El personal de Billboard escribió: “El as de los instrumentos de viento madera, Joe Farrell, ha fabricado un acompañamiento megatalentoso de pesados del jazz incluyendo a Elvin Jones, Chick Corea, Buster Williams y Airto Moreira, todos bien versados en el medio de la improvisación”. Thom Jurek, escribiendo para AllMusic, le otorgó una calificación perfecta de 5 estrellas. Jurek describió el álbum como “un ejercicio aventurero, espacioso y sobre la cuerda floja entre la composición abierta y la improvisación”, y añadió: “Outback es una maravilla, tan inspirada como cualquier cosa – y quizás más – que Farrell haya grabado”.

## Galardones
| Año  | Premio         | Categoría                        | Resultado | Ref.  |
| ---- | -------------- | -------------------------------- | --------- | ----- |
| 1973 | Premios Grammy | Mejor álbum de jazz instrumental | Nominado  | [ 5 ] |

## Lista de canciones
Lado uno
1. «Outback» (John Scott) – 8:40
2. «Sound Down» (Joe Farrell, Geri Farrell) – 8:30

Lado dos
1. «Bleeding Orchid» (Chick Corea) – 6:45
2. «November 68th» (J. Farrell) – 9:25

## Créditos y personal
Créditos adaptados desde las notas de álbum.
Músicos
- Joe Farrell – saxofón tenor y soprano, flauta, flauta alto, flautín
- Chick Corea – piano eléctrico
- Elvin Jones – batería
- Buster Williams – bajo eléctrico
- Airto Moreira – percusión

Personal técnico
- Creed Taylor – productor
- Rudy Van Gelder – ingeniero de audio
- Bob Ciano – diseño de portada
- Pete Turner – fotografía